# Automobiles Victrix
Automobiles Victrix war ein französischer Hersteller von Automobilen.

## Unternehmensgeschichte
Das Unternehmen aus Les Lilas begann 1921 mit der Produktion von Automobilen. Der Markenname lautete Victrix. 1924 endete die Produktion.

## Fahrzeuge
Das einzige Modell 15 CV war mit einem Vierzylindermotor ausgestattet. Der Motor hatte 2814 cm³ Hubraum mit 80 mm Bohrung und 140 mm Hub. Die Fahrzeuge gab es als Limousine, Torpedo, Landaulet, Coupé und Lieferwagen. Der Preis lag bei 20.000 Franc.